# القرعة (صعدة)
القرعة هي إحدى قرى الجمهورية اليمنية. وهي تتبع جغرافيًا لمحافظة صعدة. وإداريًا لمديرية منبة. يبلغ تعداد سكانها 1343 نسمة حسب الإحصاء الذي جرى عام 2004.